# Arena (hrabstwo Iowa)
Arena – wieś w Stanach Zjednoczonych, w stanie Wisconsin, w hrabstwie Iowa.